# Orhaniye

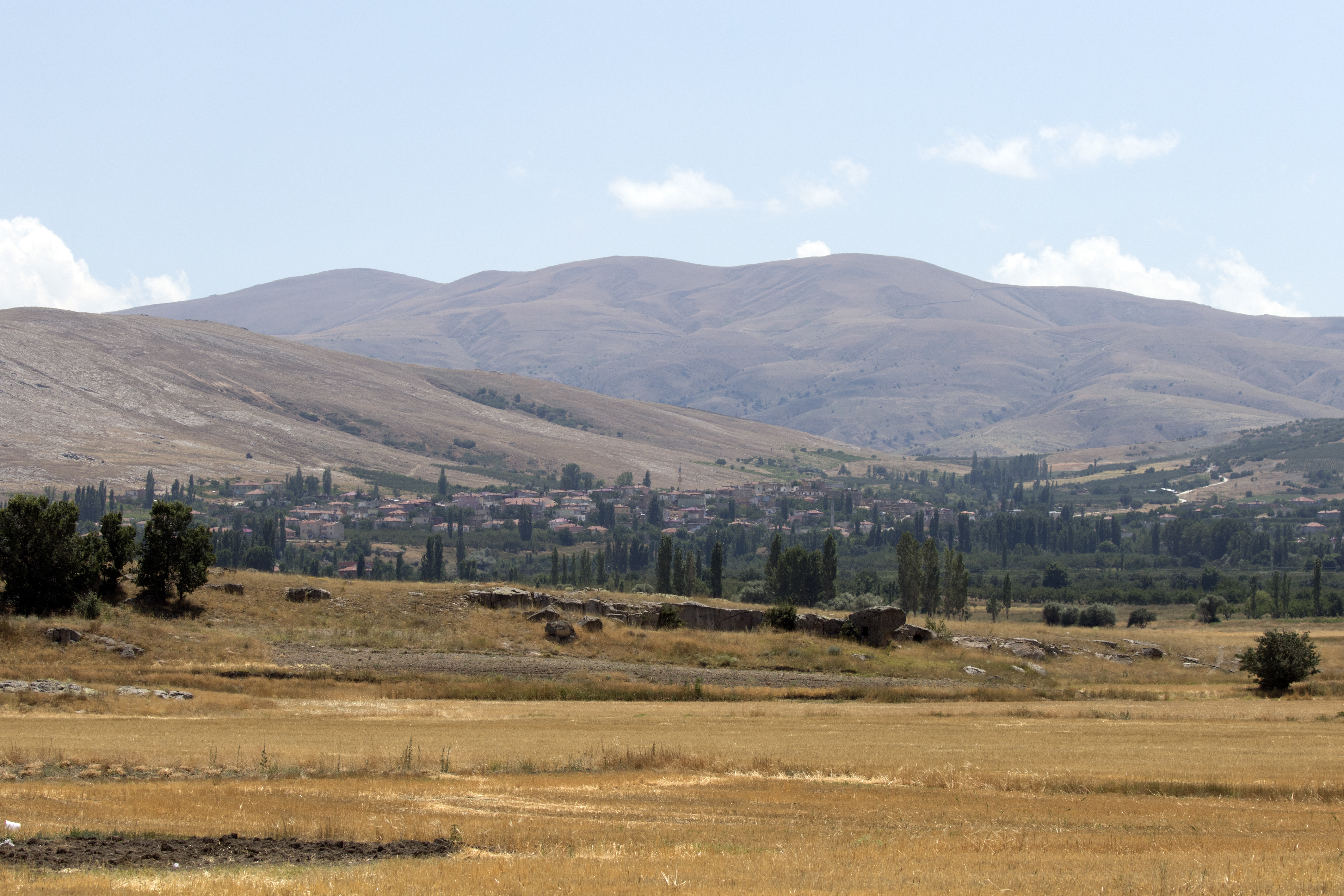
Orhaniye (2017)

Orhaniye ist ein Dorf im Landkreis Çamardı der türkischen Provinz Niğde. Orhaniye liegt etwa 49 km östlich der Provinzhauptstadt Niğde und 25 km nordöstlich von Çamardı. Orhaniye hatte laut der letzten Volkszählung 230 Einwohner (Stand Ende Dezember 2010). Die Bevölkerung besteht hauptsächlich aus Osseten und Tscherkessen.